# Autosticha chernetis
Autosticha chernetis is een vlinder uit de familie van de dominomotten (Autostichidae). De wetenschappelijke naam van de soort is, als Epicoenia chernetis, voor het eerst geldig gepubliceerd in 1906 door Edward Meyrick.